# Coopernic
Ne doit pas être confondu avec Copernic.
Coopernic (acronyme de COOPérative Européenne de Référencement et de Négoce des Indépendants Commerçants) est une centrale d'achats créée en 2006 par Gianluigi Ferrari à l’initiative des enseignes de la grande distribution E.Leclerc et Rewe group, en réaction aux mouvements de concentration dans l’industrie des biens de grande consommation.

## Histoire
Les coopératives de 5 pays européens[Lesquels ?] se regroupent en créant Coopernic, la première alliance de distributeurs européens indépendants. Installée dans la capitale belge à Bruxelles, l’alliance revendique à sa création un chiffre d’affaires global de 96 milliards d’euros.
En 2008, Coopernic rachète le groupe Iki de distribution fondé par les frères Ortiz en 1992 et basé à Vilnius en Lituanie. Il affiche un chiffre d’affaires annuel de 635 millions d’euros, avec 209 points de vente. Avec 18 % de part de marché, il est numéro 2 en Lituanie, pays dans lequel la distribution fait partie des secteurs à plus forte croissance, et numéro 3 dans les Pays baltes.
Elle a été présidée par Michel-Édouard Leclerc pendant les deux premières années puis par Alain Caparros, le président de Rewe group, à partir de juillet 2008, pour un mandat prévu de deux ans. Le 6 septembre 2013, les 4 partenaires Rewe, Conad, Coop et Colruyt mettent fin à l'alliance qui cessera d'exister le 31 décembre 2013. Le 5 juin 2015, Rewe revient dans l'alliance après que deux nouveaux partenaires s'y soient intégrés (Delhaize Group et Coop Italia). En 2017, Ahold rejoint Delhaize dans Coopernic à la suite de leur fusion.

## Membres
Coopernic regroupe : 
- E.Leclerc (France)
- Rewe group (Allemagne)
- Ahold Delhaize (Belgique - Pays-Bas)
- Coop Italia (Italie)

À l'exception de l'enseigne belge Delhaize, toutes sont coopératives (coopérative de commerçants ou coopérative de consommation).